# Усадьба Долгоруковых — Бобринских

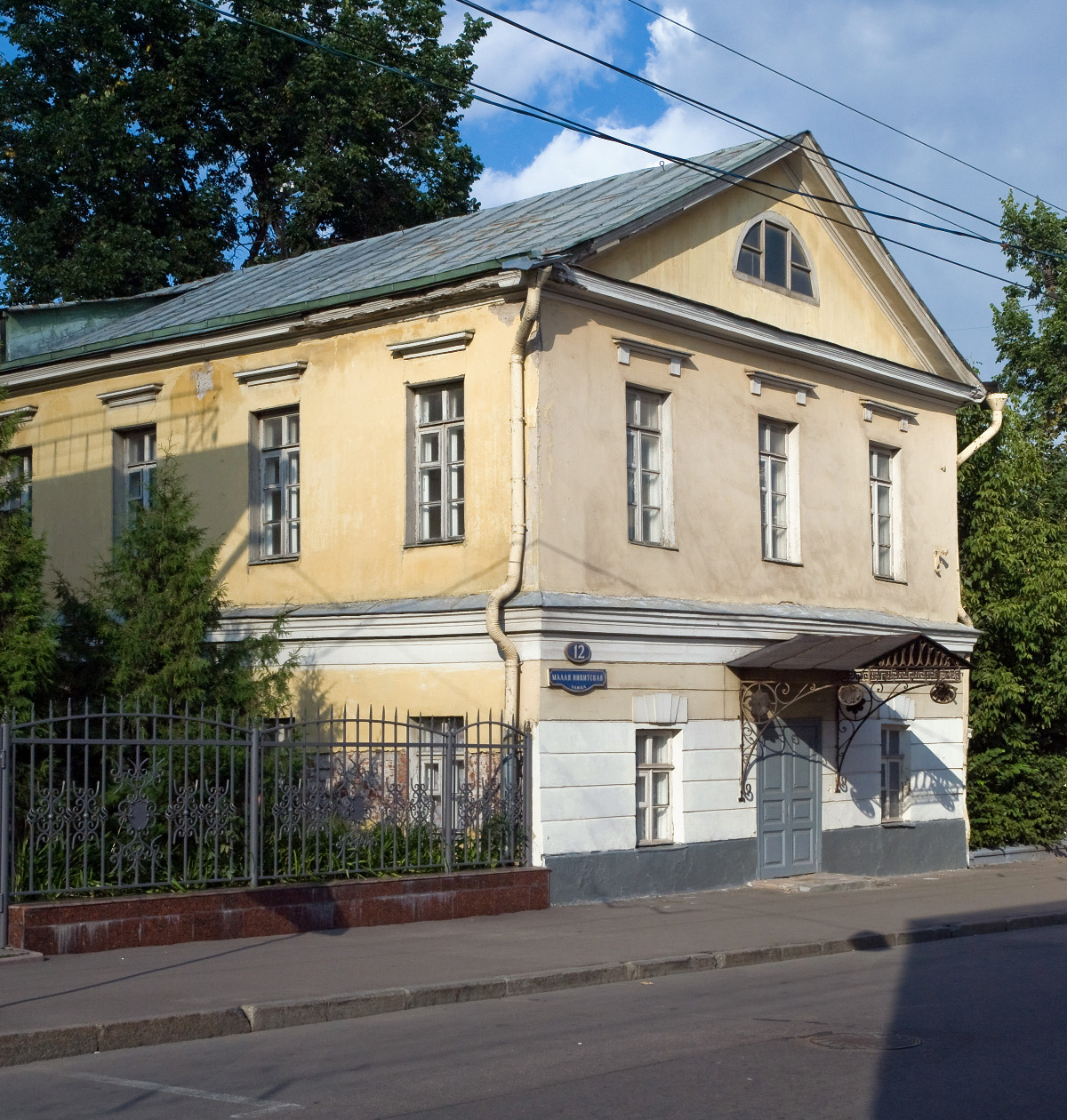
Левый флигель

Усадьба Долгоруковых — Бобринских — городская усадьба в Москве (Малая Никитская ул., д. 12). Выстроена в конце XVIII века. Принадлежала князьям Долгоруковым и графам Бобринским. Усадьба имеет статус объекта культурного наследия федерального значения.

## История
Усадебный комплекс был построен в конце XVIII века князем Андреем Николаевичем Долгоруковым на основе палат. Позднее владельцем дома стал надворный советник Прокопий Фёдорович Соковнин (1786—1819). Затем дом унаследовала его дочь Софья Прокопьевна Соковнина (1812—1869). В 1830 году она вышла замуж за графа Василия Алексеевича Бобринского (1804—1874), и усадьба досталась ему в качестве приданого. Позднее усадьбу унаследовал их сын, московский губернский предводитель дворянства и член Государственного совета Алексей Васильевич Бобринский (1831—1888). Его сын, этнограф Алексей Алексеевич Бобринский (1861—1938), стал последним владельцем усадьбы.
В конце XIX — начале ХХ главный дом сдавался в аренду мужской гимназии А. В. Адольфа. В советское время усадебные здания занимали различные учреждения. В 2010-х годах усадьба была передана «Президентскому центру Б. Н. Ельцина». После проведения реставрационных работ там планируется разместить музейно-выставочный комплекс, библиотеку и ресторан. Усадьба внесена  в Красную книгу Архнадзора (электронный каталог объектов недвижимого культурного наследия Москвы, находящихся под угрозой).

## Архитектура
Усадебный комплекс включает трёхэтажный главный дом и двухэтажные боковые флигели, выходящие торцами на красную линию Малой Никитской улицы. Парадный двор отделён от улицы лёгкой кованой оградой с воротами по главной оси. Флигели соединены с главным домом вогнутыми одноэтажными декоративными стенками с проездными арками, через которые можно попасть на хозяйственный двор, выходящий на Гранатный переулок. Там располагается каретный сарай.
Центральная часть главного дома выделена ризалитом, увенчанным небольшим треугольным фронтоном с гирляндами. Первый и второй этажи дома отделаны рустом. Наличники второго этажа декорированы лепниной и маскаронами. Над тремя центральными окнами второго этажа — рельефное панно с античным сюжетом. Над тремя арками парадного входа — кованый зонтик с фонарями, размером и формой почти идентичный фронтону. Боковые ризалиты главного дома декорированы лоджиями с колоннами коринфского ордера и арочными нишами. Вогнутые стенки, соединяющие главный дом со флигелями, украшены полуколоннами, арочными нишами и увенчаны балюстрадой. На парадном дворе установлены мраморные статуи XVIII века «Парис» и «Елена» (они были перенесены сюда в 1947 году из собрания Музея архитектуры).
Сохранились интерьеры и первоначальная планировка усадьбы. Залы украшены ампирными полихромными живописными плафонами с лепными карнизами. Сохранились также печи и камины, двери, люстры, наборный паркет.